# ميخائيل غالاغير (لاعب كرة قدم أسترالية)
ميخائيل غالاغير (بالإنجليزية: Michael Gallagher)‏ هو لاعب كرة قدم أسترالية أسترالي، ولد في 9 مايو 1966.

## وصلات خارجية
- ميخائيل غالاغير على موقع AustralianFootball.com (الإنجليزية)
- ميخائيل غالاغير على موقع AFLtables.com (الإنجليزية)